# Pluriel 90/96
Albums de Fredericks Goldman Jones
Du New Morning au Zénith
Singles
1. Peurs
Sortie : 2000

Pluriel 90/96 est une compilation de Fredericks Goldman Jones sortie en 2000.
Les chansons sont, en général, interprétées par le groupe entier mais certaines sont des solos (par exemple Jean-Jacques Goldman est seul sur l'interprétation de Tu Manques, chanson qu'il a écrite et composée à la mémoire de son père).

## Liste des titres
| 1.    | Nuit                                       | 5:41 |
| 2.    | À nos actes manqués                        | 4:47 |
| 3.    | Né en 17 à Leidenstadt                     | 3:54 |
| 4.    | C'est pas d'l'amour                        | 4:59 |
| 5.    | Un, deux, trois                            | 4:17 |
| 6.    | Tu manques                                 | 8:37 |
| 7.    | Peurs (remix)                              | 3:59 |
| 8.    | Il suffira d'un signe (version live 1992)  | 4:09 |
| 9.    | Je commence demain (version live 1992)     | 3:47 |
| 10.   | Rouge                                      | 6:15 |
| 11.   | Juste après                                | 4:42 |
| 12.   | Des vies                                   | 4:18 |
| 13.   | Fermer les yeux (remix)                    | 6:08 |
| 14.   | Que disent les chansons du monde ? (remix) | 4:55 |
| 15.   | Pas toi (version live 1995)                | 3:43 |
| 16.   | Think (version live 1995)                  | 2:49 |
| 77:00 |                                            |      |

Paroles & Musiques : Jean-Jacques Goldman
Sauf Nuit - Paroles : Jean-Jacques Goldman & Michaël Jones, Musique : Jean-Jacques Goldman
Sauf Think - Paroles : Aretha Franklin, Musique : Theodore White

## Le Groupe
- Batterie : Christophe Deschamps, Claude Salmieri, Marcello Surace, Gerald Manceau, Chris Whitten
- Basse : Claude Le Peron, Pino Palladino, Guy Delacroix
- Guitares : Michael Jones, Jean-Jacques Goldman, Basile Leroux, Patrice Tison, Gildas Arzel
- Claviers : Jacky Mascarel, Philippe Grandvoinet, Erick Benzi, Jean-Jacques Goldman, Jean-Yves d'Angelo
- Cuivres : Christophe Nègre, The Kick Horns Street, John Hastry, Tim Sanders, Paul Spong, Neil Sidwell, Simon Clarke, Christian Martinez, Denis Leloup
- Chœurs : Jean-Jacques Goldman, Carole Fredericks, Michael Jones, Beckie Bell, Yvonne Jones, Nicole Amovin, Les Chœurs de l'Ex-Armée Rouge, Julia Ferrer Sarr, Marie-Louise Mohma, Grace N'Donna Deccah, Voix Bulgares "Trakia"
- Techniciens : Andy Scott, Erick Benzi, Dominique Chalhoub, Alain Français, Tom Lord Alge, Alain Aubert, Bertin Meynard
- Réalisation Artistique : Andy Scott, Erick Benzi et Jean-Jacques Goldman
- Arrangements : Jean-Jacques Goldman et Erick Benzi
  - Coarrangements guitares : Michael Jones
- Éditions : JRG
  - Sauf Il suffira d'un signe - Éditions BMG Publishing France
  - Sauf Je commence demain - Éditions JRG/NEF
  - Sauf Pas toi - Éditions JRG/NEF
  - Sauf Think - Éditions Fourteenth Four/Springtime Music
- Photographe : Claude Gassian
- Illustrateur Livret : Lorenzo Mattotti
- Conception Graphique : L&G Design
- Conception & Coordination : Alexis Grosbois

## Certification
| Année | Ventes  | Certification |
| ----- | ------- | ------------- |
| 2000  | 200 000 | 2 × Or        |